# 思春期早発症
思春期早発症（ししゅんきそうはつしょう、Precocious puberty / early puberty）とは、異常に早い年齢で起こる思春期を指す。ほとんどの場合、異常に早い年齢以外の全ての面において正常であり、単に正常な発達のバリエーションを示しているに過ぎない。思春期早発症の少数例では、脳の腫瘍や損傷等の病気が引き金となり発症する。疾患がない場合でも、異常に早い思春期は社会的行動および心理的発達に悪影響を及ぼし、身長の成長可能性を低下させ生涯続く健康上のリスクをもたらす可能性がある。中枢性思春期早発症は、性ステロイドの産生を誘導する脳下垂体ホルモンを抑制することで治療できる。その反対の症状は、思春期遅発症である。
この用語は、通常文脈から明らかになる幾つかの微妙に異なる意味で使用されている。最も広い意味では、特に医学的問題として考慮される場合、何らかの原因により、通常の年齢よりも早く起こる身体的な性ホルモンの影響を指す。より厳格な「早熟」の定義は、集団におけるパーセンタイル（例えば、集団平均より2.5SD下）にもとづく統計的に特定された年齢以前に始まる中枢性思春期のみを指す場合もあれば、年齢的に異常な原因を発見する可能性が無視できないほどに高いとの専門家の意見にもとづく場合もあり、あるいは思春期の早期化が心身に悪影響を及ぼすかも知れないとの意見にもとづいている場合もある。医学的な一般的な定義は、女児で8歳、男児で9歳以前に発症する場合を指す。

## 歴史
Pubertas praecox は、1790年代以降に医師が使用したラテン語の用語である。思春期（月経、子孫繁栄）の時期については、古代から様々な説や推論があり、近世に至るまで、四気質説（temperamental theory）、四体液説（humoral theory）、顔色説（complexional theory）、そして次第に全身的または局所的な「過剰説」にもとづいて説明されてきた。内分泌学的（ホルモン学的）な理論や発見は20世紀に入ってからのことである。

## 成因
陰毛、乳房、生殖器の早期発育は、自然な早期成熟によるものと、他の幾つかの条件によるものとがある。

### 中枢性
原因が視床下部や脳下垂体にある場合は、中枢性（central precocious puberty；CPP）であると考えられる。このタイプは、真性思春期早発症（true precocious puberty）やcomplete precocious pubertyとも呼ばれる。
中枢性思春期早発症の原因としては、以下のようなものが考えられる。
- 脳の抑制系の損傷（感染、外傷、放射線照射によるもの）
- 性腺刺激ホルモン放出ホルモン（GnRH）を脈動的に産生する視床下部過誤腫（英語版）
- ランゲルハンス細胞組織球症
- マッキューン・オルブライト症候群（英語版）[8]

中枢性思春期早発症は、脳腫瘍、感染症（特に発展途上国では結核性髄膜炎が多い）、外傷、水頭症、アンジェルマン症候群等によっても引き起こされることがある。思春期早発症は骨年齢の進行と関連しており、骨端の早期癒合に繋がるため、最終身長の低下や低身長の要因となる。
副腎皮質癌細胞腫はまれで、ほとんどが良性かつ非機能性腫瘍である。2013年までに報告された機能性副腎皮質膨大細胞腫は3例のみである。副腎皮質癌細胞腫の小児は、思春期早発症に関連する幾つかの症状である「早発性思春期、陰核腫脹、血清デヒドロエピアンドロステロン硫酸およびテストステロンの増加」を呈する。
女児の思春期早発症は8歳以前に始まるもので、記録上最も若い母親は5歳7ヶ月と17日または6歳5ヶ月で出産している。
中枢性思春期早発症（CPP）は、鞍上くも膜嚢胞（SAC）の一部の患者で報告される。また、急速な成長と成長ホルモン分泌の変化のため、大腿骨頭滑り症（SCFE）がCPPの患者で発生する。
原因が特定できない場合は、特発性または体質性とされる。

### 末梢性
異常な供給源からの性ステロイドによって誘発される第二次性徴は、末梢性思春期早発症（peripheral precocious puberty；PPP）または偽性思春期早発症（precocious pseudopuberty）と呼ばれる。典型的には小児で重症化する。症状は通常、副腎過形成（21-水酸化酵素欠損症または11β-水酸化酵素欠損症による。前者がより一般的）の続発症として現れ、高血圧、低血圧、電解質異常、女性の両性具有、女性の男性化徴候等が含まれるが、これらに限定されるものではない。血液検査では、一般的にアンドロゲンが高値で、コルチゾールが低値であることが判明する。
原因は以下の通りである。
- 内因性
  - 性腺腫瘍（セルトリ・ライディッヒ細胞腫等）
  - 副腎腫瘍
  - 胚細胞腫瘍（英語版）[16][17]
  - 先天性副腎過形成症
  - マッキューン・オルブライト症候群（英語版）
  - 家族性男性思春期早発症（英語版）（精巣中毒症）
- 外因性ホルモン
  - 環境ホルモン
  - 他疾患の治療

### 同性性早熟、異性性早熟
一般に、思春期早発症の患者は、表現型的に適切な第二次性徴を発現する。これは同性性早熟と呼ばれる。
場合によっては、患者は異性の特徴を発現することがある。例えば、男児では乳房やその他の女性的な特徴が、女児では変声や髭が発達する。これは異性性早熟または逆性性早熟と呼ばれる。同性性早熟と比べると非常にまれで、通常は異常な状況下で生じる。例えば、アロマターゼ過剰症候群と呼ばれる非常にまれな遺伝的疾患（エストロゲンの循環量が異常に高い）を持つ子供は、通常、思春期早発症を呈する。この症候群では男児も女児も過度に女性化している。一方、21水酸化酵素欠損による先天性副腎過形成（CAH）ではアンドロゲンが過剰であるため、男児も女児も男性化しやすい。このように、アロマターゼ過剰症候群の思春期早発症では男性で異性性、女性で同性性であるが、CAHでは男性で同性性、女性で異性性となる。

### 研究
思春期が早くなる原因はまだやや不明だが、高脂肪食で体を動かさない女児や肥満の女児は、身体的に早く成熟する可能性が高いことが知られている。“欧米の月経開始の平均は約12.7歳であるが、10kg以上太っていると定義される肥満の女児は、80％の確率で、9歳の誕生日前に乳房が膨らみ、12歳までに月経が始まった。” 食事や運動習慣に加えて、エストロゲンを模倣する化学物質（エストロゲン様物質として知られている）への暴露も、女児の思春期早発症の原因として考えられる。硬質プラスチックに含まれるゼノエストロゲンであるビスフェノールAは、性的発達に影響を与えることが判明している。“しかし、白人と比べて黒人の女児で早発思春期の有病率が高い理由の説明として、肥満以外の要因、おそらく遺伝的および／または環境的な要因が必要である。” より多くの女児がより若い年齢で思春期を迎えるようになっている一方で、新しい研究は一部の男児の思春期が遅れていることを示している。“米国における肥満や過体重の子供の割合の増加が、男児の思春期開始を遅らせる原因になっているかも知れないと、ミシガン大学健康システムの研究者たちは言っている。”
9歳の男児に観察された血清と脳脊髄液中の高濃度のβhCGは、松果体腫瘍を示唆している。この腫瘍は絨毛性ゴナドトロピン分泌性松果体腫瘍と呼ばれている。放射線療法と化学療法により腫瘍は縮小し、β-hCG値は正常化した。
新生児メラトニンを用いたラットでの研究では、メラトニンの上昇が思春期早発症の幾つかの症例に関与している可能性を示唆する結果が得られている。
特発性中枢性思春期早発症（ICPP）の家族例が報告されており、ICPPに特異的な遺伝的変調因子が存在すると考えられている。LIN28の他、レプチンやレプチン受容体をコードするLEPやLEPR等の遺伝子の変異が思春期早発症と関連していることが報告されている。LIN28と思春期の時期との関連については、LIN28を異所的に過剰発現させたマウスが思春期前の成長期間を延長し思春期発症を著しく遅らせることが明らかになり、生体内で実験的に検証された。
また、GnRH分泌や思春期発症に関与するキスペプチン（KISS1）とその受容体KISS1R（別名GPR54）の変異がICPPの原因であると考えられている。しかし、これはまだ議論のある分野で、一部の研究者はLIN28とKISS1/KISS1R遺伝子に変異があってもICPPに共通の原因として関連がないことを見出している。
母性刷り込み遺伝子であるMKRN3 は、1999年にJongらによって初めてクローニングされた。MKRN3は元々ジンクフィンガー蛋白質127と命名された。この遺伝子はヒトの第15染色体上の長腕、プラダー・ウィリー症候群臨界領域2に位置し、その後、早発性発達あるいはCPPの原因として同定された。散発的なCPPの原因となるMKRN3 の変異が同定されたことは、思春期のメカニズムの理解に大きく寄与している。MKRN3は視床下部と下垂体へのアクセスのブレーキとして働くと考えられている。従って、このタンパク質の機能喪失変異はGnRH経路の早期活性化を可能にし、表現型のCPPを引き起こす。MKRN3 の変異を持つ患者は、乳房や精巣の早期発育、骨の老化の進行、GnRHやLHのホルモン量の上昇等、CCPの古典的な徴候を全て示す。

## 診断
女児の乳房の発達や、女児・男児の陰毛の出現が、以前の世代より早く始まっているという調査結果がある。その結果、9歳や10歳の子供の「思春期早発症」は、特に女児では異常とは考えられなくなった。異常とされないとは言え、精神的に未熟な時期に身体的に成熟することは親にとっては心配であり、子供に有害である場合もある。
小児における正常なプロセスと異常なプロセスを確実に分ける年齢はないが、以下の年齢を評価基準として設定することで、重大な医学的問題を見逃す危険性を最小限に抑えられると考えられている。
- 男児
  - 陰毛や精巣肥大が出現する前の乳房発達
  - 9.5歳以前の陰毛または生殖器の肥大（性腺発育）
- 女児
  - 8歳前の陰毛発現または7歳前の乳房発育
  - 10歳未満の月経（初潮）

思春期が早くても医学的に正常な大多数の子供たちと深刻な状態にある少数の子供たちを見分けるために、医学的評価が必要な場合がある。早期の性的発達は、次のような理由で評価が必要である。
- 骨の成熟が早く、成人した時の身長が低くなる。
- 腫瘍やその他の深刻な問題の存在を示す。
- 子供（特に女児）が大人の性的関心の対象になる原因となる[21][41][42]。

## 治療
アナストロゾールを用いた治療が考えられる。GnRH作動薬であるヒストレリン、トリプトレリン、リュープロレリンを使用することも可能である。GnRH作動薬の非連続的な使用は、脳下垂体を刺激して卵胞刺激ホルモン（FSH）と黄体形成ホルモン（LH）を放出させる。

## 予後
思春期が早いと性的虐待のリスクが高くなると言われているが、因果関係はまだ解明されていない。また、思春期が早いと、大人になってから嫌がらせ、精神疾患、低身長などのリスクが高くなる。8歳の女児でも月経が始まり、乳房が発達し、陰毛や脇毛が生え始めるケースが増えている。こうした「生物学的な節目」は、過去には13歳以上になってから起こるのが普通だった。アフリカ系アメリカ人の女児は特に思春期が早くなりやすい。
男児は女児に比べて思春期早発の問題に直面することは少ないが、思春期早発の問題は男児にとって必ずしもプラスにはならない。男児の性的成熟が早いと、ホルモンの急増の影響を受けて攻撃性が増すこともある。思春期早発の男児は同年齢の男児より高年齢に見えるため、大人の規範に合わせるようにという社会的圧力に直面することがある。社会は、認知および社会的発達が外見より遅れている場合でも、彼らをより情緒的に進んだ者と見做すかも知れない。早熟な男児は性的に活発で、危険な行動に走る可能性が高いことが研究で示されている。